# Snok
För musikgruppen, se Snook

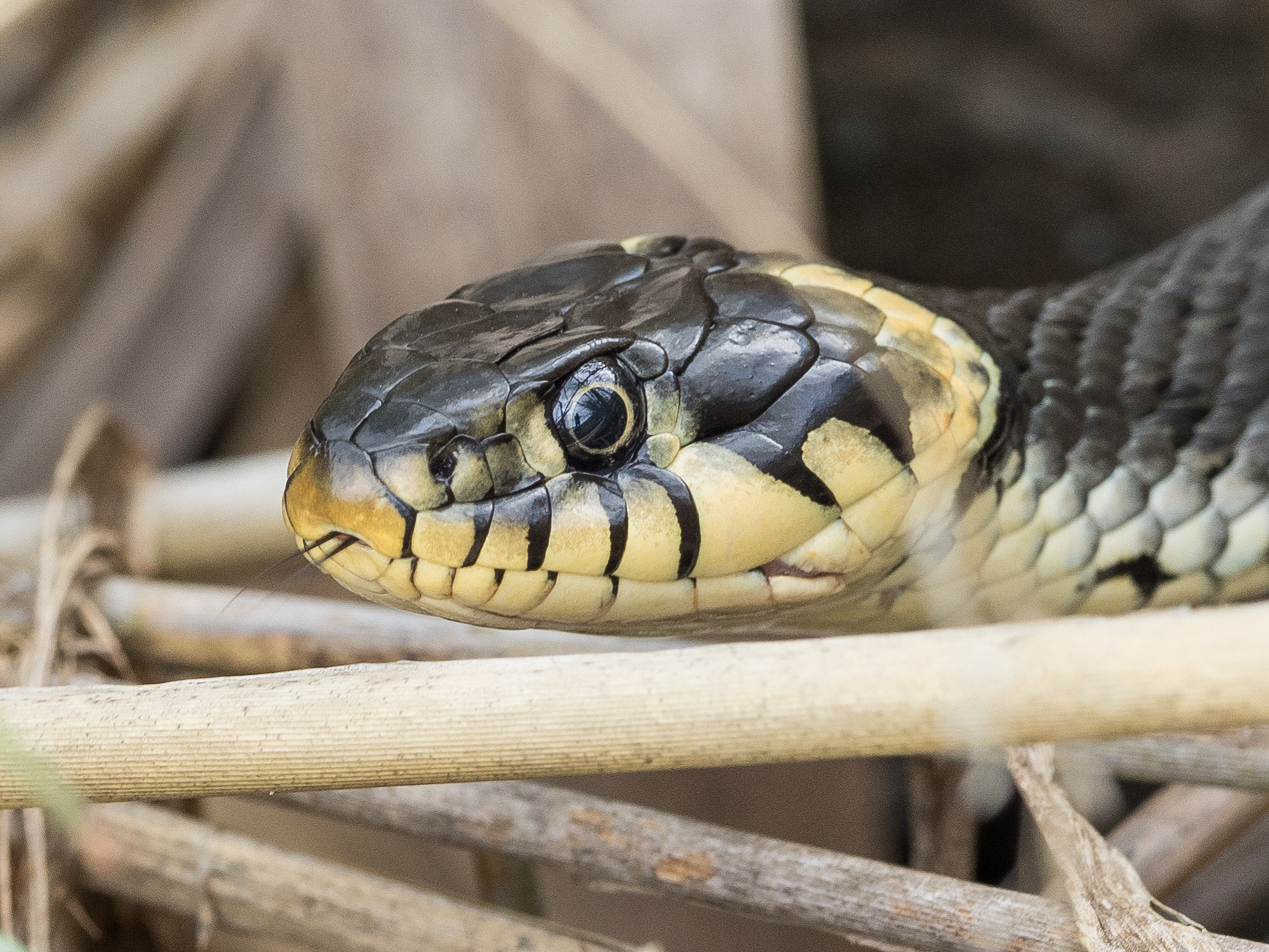
Huvud av Natrix natrix, vattensnok.

Snok (Natrix natrix), kallas även vattensnok eller vanlig snok, är en ormart vanlig över stora delar av Europa. Grundfärgen varierar vanligen från gröngrå till brun. Oftast har snoken små mörka prickar längs ryggen, och nästan alla individer har vita eller gula fläckar på vardera sida av nacken. Se dock underarten gotlandssnoken nedan. Snoken är inte giftig och uppträder inte aggressivt mot människor annat än i trängda lägen. 
Färgen kan variera betydligt mellan individer, från grå till svart, över brunt och grönaktigt, men snoken kan vanligtvis kännas igen på det ljusa mönstret på nacken. Även kroppslängden varierar, hannarna runt 80 cm och honorna lite längre. Även upp till 2 meter långa individer har påträffats, dock inte i Sverige. Honorna är längre och grövre än hanarna.
Förr har snoken använts som föda av människan. Idag betraktas den inte som hotad av Internationella naturvårdsunionen, men lokalt är en del underarter och populationer utrotningshotade. Den är föremål för skyddsåtgärder i vissa länder, särskilt i Europa, där snoken skyddas av Bern-konventionen.

## Utseende och anatomi
Snoken blir vanligen omkring 120 centimeter lång i Sverige och väger typiskt mellan 140 och 400 gram. Längre söderut kan snoken nå 180 centimeters längd. Ryggfjällen är långsmala, och fjällen på undersidan av stjärten är ordnade i två rader. Snokens huvud har stora fjäll, till skillnad från huggormen som har små. Pupillerna är runda, där huggormen har långsmala. Den långsmala, piskliknande kroppen smalnar av symmetriskt mot svansen. Snoken har ett långt överkäksben och en tydlig hakfåra. Snoken saknar gifttänder. Den rör sig snabbt och gracilt och är skyggare än huggormen. Snoken är Sveriges enda äggläggande orm.
Gotlandssnok (N. n. gotlandica) är klart mindre än nominatformen, upp till 75 centimeter för hanen, 95 centimeter för honan. Upp till 40 % av populationen är helt svartfärgad, utöver dess gula fläckar. Många av de övriga ormarna har ett punktmönster, som kan ge dem en likhet med huggormen. De vanligen gula eller vita nackfläckarna kan även vara orange eller röda. Färgen på nackfläckarna fastställs av den temperatur som rådde när snoken låg i sitt ägg. Vissa individer saknar ljusa nackfläckar.

## Utbredning och systematik
Snoken förekommer i stora delar av Europa, utom Frankrike, Iberiska halvön, på Irland, Storbritannien, Island och i de nordliga delarna av Norden. Den förekommer även i Asien så långt österut som norra Kina och norra Mongoliet.

### Taxonomi
Arten indelas i mellan fem och femton underarter,  beroende på forskare. Dess systematik är föremål för debatt, men nya DNA-undersökningar har klargjort hur olika populationer är besläktade med varandra. Under evolutionen har arten blivit alltmer olik sin moderart. Dess närmaste släkting är rutsnok. De delades upp i olika arter för mellan 13 och 22 miljoner år sedan.  
Artepitetet och det vetenskapliga släktnamnet är den feminina formen av det latinska ordet för simmare.
Systematiken för släktet Natrix är komplicerad och omdiskuterad vilket även gäller taxonomin för snoken och dess underarter. En studie publicerad 1984 indikerar att snoken består av två huvudklader, en västlig och en östlig, tillsammans med två isolerade öpopulationer. Den västliga N. n. helvetica och den östliga N. n natrix möts i en hybridiseringszon i Centraleuropa. Den västliga underarten förekommer i Nordafrika, på Iberiska och italienska halvön, i Frankrike, Storbritannien och i delar av Tyskland och Belgien. Den förekommer också på en rad öar men inte på Korsika och Sardinien där istället underarterna N. n. corsa och N. n. cetti förekommer. Den östliga underarten förekommer i Skandinavien i östra Europa, Baltikum och i Asien. Det finns en rad andra beskrivna underarter vars status är omdiskuterad, som astreptophora, persa, sicula, lanzai, schweizeri, cypriaca och fusca. Taxonet gotlandssnok (N. n. gotlandica) som endast förekommer på Gotland och Lilla Karlsö har idag underartsstatus men vissa auktoriteter menar att den kanske borde få artstatus.

### Förekomst i Sverige
I Sverige förekommer snoken upp till norra Västerbotten. Liksom övriga grod- och kräldjur är snoken fridlyst i Sverige. Den är tillsammans med huggormen en av Sveriges två vanligt förekommande ormar, och snoken är även den största ormen i Sverige. Gotlandssnoken (N. n. gotlandica) som endast förekommer på Gotland och Lilla Karlsö är upptagen på röda listan som nära hotad (NT). I Sverige har snoken minskat i samma takt som antalet öppna gödselstackar . Detta beror på att snoken är beroende av de varma gödselstackar som skapar optimala temperaturer för äggen. Därför är det inte ovanligt att man hittar snokägg i gödselstackar, även om komposter och annat substrat som förmultnar också förekommer.

## Ekologi

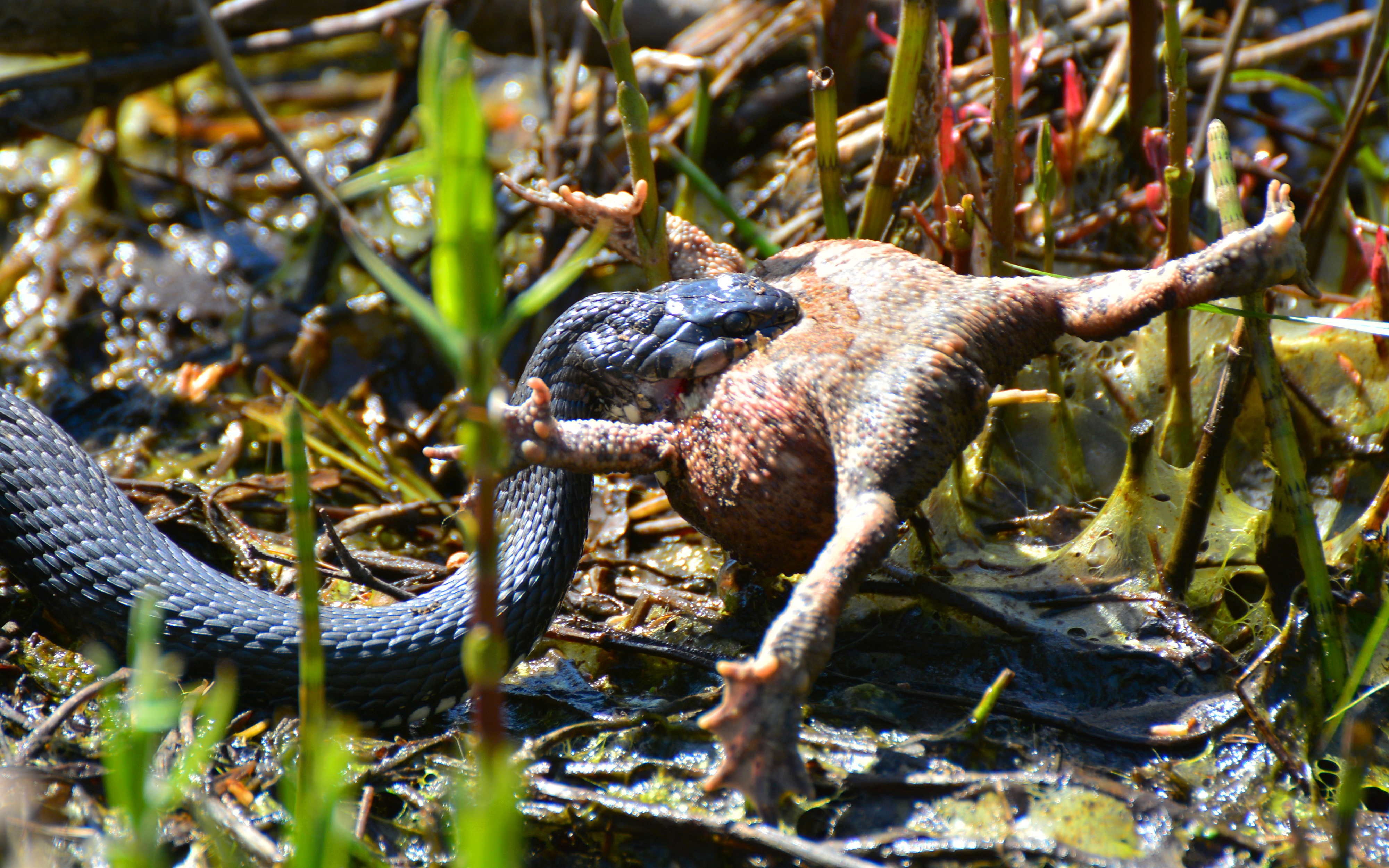
En snok som fångat en padda.

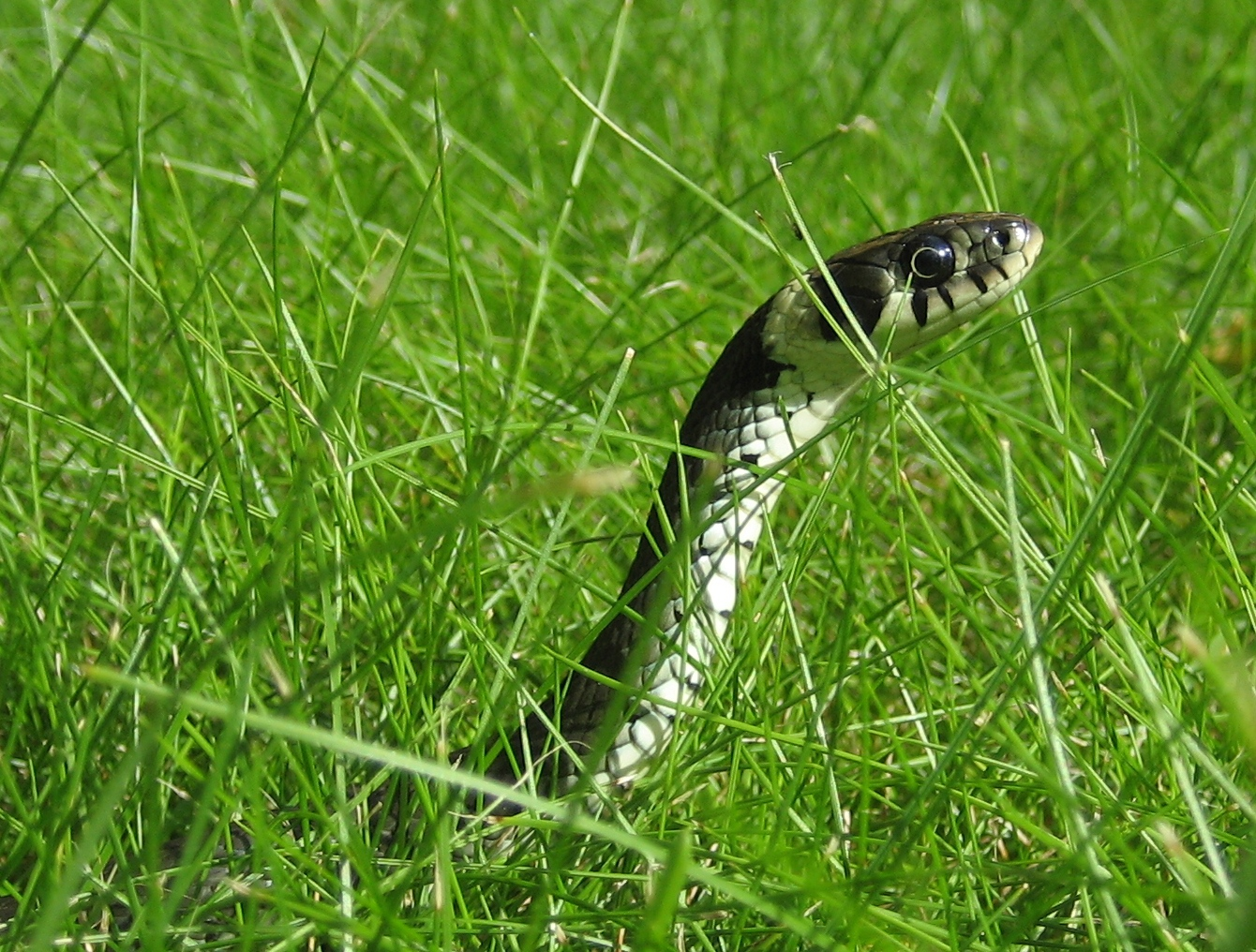
Födosökande snok om hösten.

Snoken lever vanligtvis nära vattendrag och sjöar, där den finner de amfibier som utgör dess huvudsakliga föda. Den kan också fånga fiskar och små däggdjur. Den kan förflytta sig snabbt och lätt både på marken och i vatten. 
Den simmar bra och trivs bäst i och i närheten av vatten. Den föredrar låglänta och sumpiga marker. Om snoken blir hotad är den snabb med att dra sig undan. Har den inte möjlighet till det så kan den spela död genom att lägga sig på ryggen med tungan hängande ut ur munnen. Prövar man att vända den igen kommer den att rulla tillbaka till ryggläge. När den känner sig hotad kan den avge illaluktande sekret från doftkörtlar vid analöppningen. Får man detta sekret på kläderna kan det vara svårt att få bort lukten.
Snoken går i dvala redan i början av oktober. Den övervintrar på frostfritt djup företrädesvis i hål och gångar. Snoken parar sig redan i maj. Honorna lockar till sig hanarna med sina doftkörtlar. Det är många hanar som slåss om att få para sig med samma hona. 

### Fortplantning
Arten lägger ägg och har en livslängd på 25 till 28 år. Snoken är ovipar, det vill säga liksom fåglarna lägger den tämligen outvecklade ägg som tar relativt lång tid att kläckas. Honan lägger i slutet av juni eller under juli 15–30 ägg som är omgivna av ett pergamentartat, vitaktigt skal. Äggen läggs på varma ställen, ofta i gödselhögar eller i ansamlingar av ruttnande växtdelar, där den genererade värmen sörjer för att äggen utvecklas under en förhållandevis hög temperatur. Honan tar sedan inte hand om vare sig äggen eller ungarna. Snoken föder vanligtvis en kull per sommar.

### Föda och födosök
Snoken lever främst på vattenlevande djur som fisk och grodor, men kan även ta paddor, sorkar och andra smådjur. Till skillnad mot många andra ormar påverkas snoken inte av paddans gift.